# Condado de Anne Arundel
O Condado de Anne Arundel (em inglês:  Anne Arundel County) é um dos 23 condados do estado norte-americano de Maryland. A sede do condado é Annapolis, e sua maior cidade é Glen Burnie. Foi criado em 1650.
O condado possui uma área de 1 523 km², dos quais 1 074 km² estão cobertos por terra e 448 km² por água, uma população de 537 656 habitantes, e uma densidade populacional de 500,3 hab/km² (segundo o censo nacional de 2010). É o quinto condado mais populoso de Maryland.